# ليمور قزم رمادي صغير
الليمور القزم الرمادي الصغير (Cheirogaleus minusculus) هو ليمور ليلي صغير يستوطن مدغشقر.